# Doraemon (loạt phim 2005)
Doraemon (ドラえもん Doraemon) là một anime phim truyền hình dài tập của Nhật Bản dựa trên bộ manga cùng tên của Fujiko F. Fujio và là phiên bản kế nhiệm của loạt anime cùng tên năm 1979 và năm 1973, là bản chuyển thể thứ ba trong franchise này. Loạt phim do Shin-Ei Animation, TV Asahi và ADK Emotions sản xuất, được công chiếu trên TV Asahi tại Nhật Bản vào ngày 15 tháng 4 năm 2005 và hiện đang phát sóng tại hơn năm mươi quốc gia trên toàn thế giới. Kể từ khi công chiếu vào năm 2005, Doraemon đã phát sóng 837 tập, nhiều chương trình đặc biệt vào ngày lễ và 19 phim truyện. Loạt phim hoạt hình Doraemon này được gọi ở châu Á là Phiên bản Mizuta (水田版), theo tên Wasabi Mizuta, nữ diễn viên lồng tiếng cho Doraemon trong loạt phim này.
Trong suốt quá trình phát sóng, chương trình đã có hai bản lồng tiếng Anh. Bản đầu tiên được cấp phép bởi Viz Media để phát sóng độc quyền tại Bắc Mỹ và được phát triển bởi Bang Zoom! Entertainment Doraemon được phát sóng trên Disney XD tại Hoa Kỳ với tên gọi Doraemon: Gadget Cat From the Future từ ngày 7 tháng 7 năm 2014 đến ngày 1 tháng 9 năm 2015, với các lần phát lại cho đến năm 2017. Bản lồng tiếng thứ hai được sản xuất bởi LUK Internacional và bắt đầu phát sóng trên Boomerang tại Vương quốc Anh vào ngày 7 tháng 8 năm 2015, nhưng đã kết thúc không lâu sau đó vào tháng 1 năm 2016. Tại Việt Nam, loạt phim bắt đầu được phát sóng trên HTV3 vào ngày 3 tháng 12 năm 2015, phim cũng được phát hành trên YouTube bởi POPS Worldwide từ năm 2017.
Tính đến năm 2025, TV Asahi nắm giữ bản quyền phân phối và cấp phép cho bộ truyện, cũng như bản chuyển thể truyền hình trước đó và các bộ phim điện ảnh dài tập.

## Sản xuất

Dàn nhân vật của phiên bản 2005 với phong cách đồ hoạ được sử dụng từ tháng 7 năm 2017

Dù bộ phim bám sát với nguyên tác manga, một vài thay đổi đã được thực hiện. Nhiều tình tiết chuyển thể từ các chương của manga đã được kéo dài hơn để có một cái kết hay và tăng giá trị giáo dục cho câu chuyện. Ngoài ra, một số yếu tố từ manga đã được giảm bớt. Một số ví dụ bao gồm tất cả các bảo bối của Doraemon có hình dạng và cách sử dụng giống như thuốc được thay đổi thành công cụ, thiết bị sử dụng; bố Nobita (người thường xuyên hút thuốc trong manga) hiếm khi hút thuốc trên phim.
Các diễn viên lồng tiếng cho năm nhân vật chính, Doraemon, Nobita, Shizuka, Jaian và Suneo, được chọn ra từ tổng số 590 người ứng tuyển. TV Asahi tuyên bố vào năm 2005 rằng họ sẽ chọn những diễn viên lồng tiếng gần giống với những diễn viên lồng tiếng của loạt phim tiền nhiệm, nhằm ít có sự thay đổi đáng kể từ dàn diễn viên ban đầu sang dàn diễn viên mới.
Tất cả các tình tiết và bản xem trước các tập tiếp theo trong tất cả các tập đều được cắt ngắn để phù hợp với thời lượng 30 phút trong các phiên bản quốc tế, ngoại trừ ở Hồng Kông, được cắt để vừa với thời lượng 15 phút. Kể từ ngày 1 tháng 5 năm 2009, bộ phim được phát sóng theo định dạng độ nét cao. Vào tháng 7 năm 2017, loạt phim đã có một bản cập nhật đồ hoạ. Kể từ năm 2019, phim được phát sóng vào tối thứ bảy hằng tuần cùng với một bài hát chủ đề mới.

### Bản lồng tiếng ở Mỹ
Bản lồng tiếng Anh ở Mỹ của loạt phim này do Fujiko F. Fujio Pro, TV Asahi, Bang Zoom! Entertainment sản xuất, phân phối bởi Viz Media, đã được phát sóng trên Disney XD kể từ ngày 7 tháng 7 năm 2014 với tên Doraemon: Gadget Cat from the Future cùng một số thay đổi về tên gọi nhân vật và sở thích cá nhân.

### Bản lồng tiếng ở Vương quốc Anh
Loạt phim bắt đầu chiếu ở Vương quốc Anh vào ngày 17 tháng 8, 2015 trên kênh Boomerang.

## Nội dung
Doraemon là một chú mèo máy được Nobi Sewashi (Nobi Nobito), cháu ba đời của Nobi Nobita, gửi từ thế kỷ 22 về quá khứ của cụ mình để giúp đỡ Nobita trở nên tiến bộ và giàu có, tức là cũng sẽ cải thiện hoàn cảnh của con cháu Nobita sau này. Còn ở hiện tại, Nobita là một cậu bé luôn thất bại ở trường học, và sau đó công ty phá sản, thất bại trong công việc, đẩy gia đình và con cháu sau này vào cảnh nợ nần.
Các câu chuyện trong Doraemon thường có một chủ đề chung, đó là xoay quanh những rắc rối hay xảy ra với cậu bé Nobita học lớp bốn, nhân vật chính thứ hai của bộ truyện. Doraemon có một chiếc túi thần kỳ trước bụng với đủ loại bảo bối của tương lai. Cốt truyện thường gặp nhất sẽ là Nobita trở về nhà khóc lóc với những rắc rối mà cậu gặp phải ở trường học hoặc với bạn bè. Sau khi bị cậu bé van nài hoặc thúc giục, Doraemon sẽ đưa ra một bảo bối giúp Nobita giải quyết những rắc rối của mình, hoặc là để trả đũa hay khoe khoang với bạn bè của cậu. Nobita sẽ lại thường đi quá xa so với dự định ban đầu của Doraemon, thậm chí với những bảo bối mới cậu còn gặp rắc rối lớn hơn trước đó. Đôi khi những người bạn của Nobita, thường là Honekawa Suneo hoặc Goda Takeshi (Jaian), lại lấy trộm những bảo bối và sử dụng chúng không đúng mục đích. Tuy nhiên thường thì ở cuối mỗi câu chuyện, những ai sử dụng sai mục đích bảo bối sẽ phải chịu hậu quả do mình gây ra, và người đọc sẽ rút ra được bài học từ đó.

## Danh sách tập phim
| Năm  | Tập | Phát sóng gốc     | Phát sóng gốc      |
| Năm  | Tập | Phát sóng lần đầu | Phát sóng lần cuối |
| ---- | --- | ----------------- | ------------------ |
| 2005 | 64  | 15 tháng 4, 2005  | 31 tháng 12, 2005  |
| 2006 | 80  | 13 tháng 1, 2006  | 31 tháng 12, 2006  |
| 2007 | 64  | 12 tháng 1, 2007  | 31 tháng 12, 2007  |
| 2008 | 69  | 11 tháng 1, 2008  | 31 tháng 12, 2008  |
| 2009 | 53  | 9 tháng 1, 2009   | 31 tháng 12, 2009  |
| 2010 | 53  | 8 tháng 1, 2010   | 17 tháng 12, 2010  |
| 2011 | 66  | 3 tháng 1, 2011   | 16 tháng 12, 2011  |
| 2012 | 77  | 6 tháng 1, 2012   | 31 tháng 12, 2012  |
| 2013 | 68  | 11 tháng 1, 2013  | 30 tháng 12, 2013  |
| 2014 | 69  | 17 tháng 1, 2014  | 30 tháng 12, 2014  |
| 2015 | 85  | 9 tháng 1, 2015   | 31 tháng 12, 2015  |
| 2016 | 76  | 15 tháng 1, 2016  | 31 tháng 12, 2016  |
| 2017 | 71  | 13 tháng 1, 2017  | 31 tháng 12, 2017  |
| 2018 | 79  | 7 tháng 1, 2018   | 31 tháng 12, 2018  |
| 2019 | 66  | 18 tháng 1, 2019  | 28 tháng 12, 2019  |
| 2020 | 73  | 11 tháng 1, 2020  | 31 tháng 12, 2020  |
| 2021 | 87  | 9 tháng 1, 2021   | 31 tháng 12, 2021  |
| 2022 | 84  | 8 tháng 1, 2022   | 31 tháng 12, 2022  |
| 2023 | 75  | 7 tháng 1, 2023   | 31 tháng 12, 2023  |
| 2024 | 69  | 6 tháng 1, 2024   | 31 tháng 12, 2024  |
| 2025 |     | 4 tháng 1, 2025   |                    |

## Diễn viên

### Nhật Bản
- Wasabi Mizuta - Doraemon[8]
- Makiko Omoto - Doraemon (nhỏ)
- Megumi Ōhara - Nobi Nobita[9]
- Haruka Tomatsu - Nobi Nobita (nhỏ)
- Yumi Kakazu - Minamoto Shizuka
- Subaru Kimura - Goda Takeshi (Jaian)
- Tomokazu Seki - Honekawa Suneo
- Chiaki Fujimoto - Dorami
- Yumiko Kobayashi - Dorami (nhỏ)
- Kotono Mitsuishi - Nobi Tamako
- Yasunori Matsumoto - Nobi Nobisuke
- Shihoko Hagino - Dekisugi Hidetoshi
- Kenji Nojima - Bố của Dekisugi
- Katsuhisa Hōki - Ông Kaminari
- Fumio Kuniyoshi (Blumio) - Ông Kaminari
- Wataru Takagi - Thầy giáo
- Masakazu Morita - Thầy giáo
- Sachi Matsumoto - Nobi Sewashi
- Ai Orikasa - Minamoto Michiko
- Mahito Oba - Minamoto Yoshio
- Aruno Tahara - Minamoto Yoshio
- Minami Takayama - Mẹ của Suneo
- Hideyuki Tanaka - Bố của Suneo
- Takumi Yamazaki - Honekawa Sunekichi
- Miyako Takeuchi - Mẹ của Jaian
- Shinpachi Tsuji - Goda Sasuke
- Vanilla Yamazaki - Goda Jaiko
- Tomato Akai - Mini-Dora
- Hisako Kanemoto - Mini-Dora
- Rie Kugimiya - Lulli (tập 228)
- Yukari Tamura - Lapis Espinela
- Koki Miyata - Goro
- Motoki Takagi - Moteo Mote, giọng bổ sung
- Kazuki Ogawa - Moteo Mote, giọng bổ sung
- Nobuyuki Hiyama - Goro Nobi
- Hisao Egawa - Kyobo
- Masuo Amada - Kyobo
- Shōgo Suzuki - Kyobo
- Yoshitsugu Matsuoka - Kyobo
- Mitsuaki Madono - Pawaemon
- Akira Kubodera - Pawaemon
- Miura Haruma - Pawaemon
- Toshiyuki Morikawa - Pawaemon
- Shin'ichiro Miki - Depon Alex
- Keiji Fujiwara - Bengal Richness
- Satoshi Tsumabuki - Giọng bổ sung
- Kazuya Tsurumaki - Giọng bổ sung
- Hideaki Anno - Giọng bổ sung
- Kazumi Totaka - Giọng bổ sung
- Shigeru Miyamoto - Giọng bổ sung
- Masahiro Sakurai - Giọng bổ sung

### Việt Nam
- Thuỳ Tiên - Doraemon
- Hoàng Khuyết - Nobi Nobita
- Hoài Thương - Minamoto Shizuka
- Minh Vũ - Honekawa Suneo
- Thiện Trung - Goda Takeshi (Jaian)
- Kiều Oanh - Dorami
- Thanh Lộc - Dekisugi Hidetoshi
- Kim Anh - Goda Jaiko, Sewashi
- Thu Hiền - Mẹ Nobita
- Trần Vũ - Ba Nobita
- Tuyết Nhung - Mẹ Shizuka
- Huyền Trang - Mẹ Suneo
- Kiều Oanh - Mẹ Jaian
- Chơn Nhơn - Thầy giáo
- Hạnh Phúc - Ông Kaminari
- Chánh Tín - Goda Sasuke
- Tuấn Anh - Ba Shizuka
- Tất My Ly - Ba Suneo
- Trí Luân - Ba Nobisuke
- Thúy Hằng - Lulli
- Kim Ngọc - Goro
- Tấn Phong - Moteo Mote
- Mỹ Lợi - Minamoto Yoshio
- Lệ Thu - Mini-Dora
- Linh Phương - Lapis Espinela
- Thủy Tiên - Goro Nobi
- Ngọc Quyên - Pawaemon
- Nhất Duy - Ba Dekisugi
- Thu Huyền - Depon Alex
- Kim Phước - Bengal Richness

## Âm nhạc

### Nhạc mở đầu
Bộ truyện có các bài hát mở đầu mới, ngoại trừ tập đầu tiên. Hầu hết các phiên bản quốc tế của bộ truyện chỉ sử dụng bài hát chủ đề thứ 3. Ở Việt Nam, các bài hát được phổ lời tiếng Việt và được biểu diễn bởi Huyền Chi.
| # | Biểu diễn      | Tiêu đề                                             | Ngày bắt đầu      | Ngày kết thúc     |
| - | -------------- | --------------------------------------------------- | ----------------- | ----------------- |
| 1 | 12 Girls Band  | "Doraemon no Uta" (ドラえもんのうた)                | 15 tháng 4, 2005  | 21 tháng 10, 2005 |
| 1 | Huyền Chi      | "Doraemon"                                          |                   |                   |
| 2 | Rimi Natsukawa | "Hagushichao" (ハグしちゃお)                        | 28 tháng 10, 2005 | 20 tháng 4, 2007  |
| 2 | Huyền Chi      | "Hãy ôm chặt tay nhau"                              |                   |                   |
| 3 | Mao            | "Yume wo Kanaete Doraemon" (夢をかなえてドラえもん) | 11 tháng 5, 2007  | 6 tháng 9, 2019   |
| 3 | Huyền Chi      | "Giấc mơ thần tiên"                                 |                   |                   |
| 4 | Gen Hoshino    | "Doraemon"                                          | 5 tháng 10, 2019  |                   |

### Nhạc kết thúc
|    | Tiêu đề                                                                    | Biểu diễn                  | Ngày bắt đầu     | Ngày kết thúc    |
| -- | -------------------------------------------------------------------------- | -------------------------- | ---------------- | ---------------- |
| 1. | "Odore Dore Dora Doraemon Ondo 2007" (踊れ・どれ・ドラ ドラえもん音頭2007) | Wasabi Mizuta (水田わさび) | 29 tháng 6, 2007 | 10 tháng 8, 2007 |
| 2. | "Doraemon Ekaki-uta" (ドラえもん・えかきうた")                             | Wasabi Mizuta (水田わさび) |                  |                  |
| 3. | "Dorami-chan Ekaki-uta" (ドラミちゃんのえかきうた)                         | Chiaki (千秋)              |                  |                  |
| 4. | "Doraemon Ekaki-uta" ( ドラえもん絵描き歌)                                 | Wasabi Mizuta (水田わさび) | 23 tháng 4, 2005 | 27 tháng 9, 2005 |

## DVD phát hành tại Nhật Bản
| Shogakukan (Nhật Bản, Region 2 DVD) | Shogakukan (Nhật Bản, Region 2 DVD) | Shogakukan (Nhật Bản, Region 2 DVD) | Shogakukan (Nhật Bản, Region 2 DVD) | Shogakukan (Nhật Bản, Region 2 DVD) | Shogakukan (Nhật Bản, Region 2 DVD) |
|                                     | Phần                                | Volume                              | Tập phim                            | Ngày phát hành                      | Nguồn                               |
| ----------------------------------- | ----------------------------------- | ----------------------------------- | ----------------------------------- | ----------------------------------- | ----------------------------------- |
|                                     | 1                                   | Volume 1                            | 1—2                                 | 10 tháng 2 năm 2006                 | [ 11 ]                              |
| Volume 2                            | 1                                   | 3—5                                 |                                     | 10 tháng 2 năm 2006                 | [ 11 ]                              |
| Volume 3                            | 1                                   | 6—8                                 |                                     | 10 tháng 2 năm 2006                 | [ 11 ]                              |
| Volume 4                            | 1                                   | 9—11                                | 17 tháng 3 năm 2006                 | [ 12 ] [ 13 ] [ 14 ]                |                                     |
| Volume 5                            | 1                                   | 12—13                               | 17 tháng 3 năm 2006                 | [ 12 ] [ 13 ] [ 14 ]                |                                     |
| Volume 6                            | 1                                   | 14—16                               | 17 tháng 3 năm 2006                 | [ 12 ] [ 13 ] [ 14 ]                |                                     |
| Volume 7                            | 1                                   | 17—19                               | 13 tháng 10 năm 2006                | [ 15 ] [ 16 ] [ 17 ]                |                                     |
| Volume 8                            | 1                                   | 20—22                               | 13 tháng 10 năm 2006                | [ 15 ] [ 16 ] [ 17 ]                |                                     |
| Volume 9                            | 1                                   | 24A, 23, 25                         | 13 tháng 10 năm 2006                | [ 15 ] [ 16 ] [ 17 ]                |                                     |
| Volume 10                           | 1                                   | 24B, 26—27                          | 10 tháng 11 năm 2006                | [ 18 ]                              |                                     |
| Volume 11                           | 1                                   | 28—30                               | 9 tháng 2 năm 2007                  | [ 19 ] [ 20 ]                       |                                     |
| Volume 12                           | 1                                   | 31, 33—34                           | 9 tháng 2 năm 2007                  | [ 19 ] [ 20 ]                       |                                     |
| Volume 13                           | 1                                   | 35—37                               | 9 tháng 2 năm 2007                  | [ 19 ] [ 20 ]                       |                                     |
|                                     | 2                                   | Volume 14                           | 38—39                               | 2 tháng 3 năm 2007                  | [ 21 ] [ 22 ] [ 23 ]                |
| Volume 15                           | 2                                   | 40, 42, 43A, 41                     |                                     | 2 tháng 3 năm 2007                  | [ 21 ] [ 22 ] [ 23 ]                |
| Volume 16                           | 2                                   | 43B—43C, 45, 46A                    |                                     | 2 tháng 3 năm 2007                  | [ 21 ] [ 22 ] [ 23 ]                |
| Volume 17                           | 2                                   | 53, 55A, 56B, 57B, 58A              | 12 tháng 10 năm 2007                | [ 24 ] [ 25 ]                       |                                     |
| Volume 18                           | 2                                   | 59, 60B, 61A, 63A                   | 12 tháng 10 năm 2007                | [ 24 ] [ 25 ]                       |                                     |
| Volume 19                           | 2                                   | 65, 66B, 67—68                      | 12 tháng 10 năm 2007                | [ 24 ] [ 25 ]                       |                                     |
| Volume 20                           | 2                                   | 70B, 69A, 70A, 71, 73A              | 9 tháng 11 năm 2007                 | [ 26 ]                              |                                     |
| Volume 21                           | 2                                   | 72B, 73B, 75A, 76B, 77B             | 15 tháng 2 năm 2008                 | [ 27 ]                              |                                     |
| Volume 22                           | 2                                   | 75B—76A, 77A, 78, 79A               | 15 tháng 2 năm 2008                 | [ 27 ]                              |                                     |
| Volume 23                           | 2                                   | 82B, 79B, 82A, 84                   | 15 tháng 2 năm 2008                 | [ 27 ]                              |                                     |
|                                     | 3                                   | Volume 24                           | 87, 83, 86                          | 11 tháng 4 năm 2008                 | [ 28 ] [ 29 ]                       |
| Volume 25                           | 3                                   | 89A, 88B, 89B, 90, 91A              |                                     | 11 tháng 4 năm 2008                 | [ 28 ] [ 29 ]                       |
| Volume 26                           | 3                                   | 91B, 92, 93, 95A                    |                                     | 11 tháng 4 năm 2008                 | [ 28 ] [ 29 ]                       |
| Volume 27                           | 3                                   | 95B, 97, 98B, 99                    | 10 tháng 10 năm 2008                |                                     |                                     |
| Volume 28                           | 3                                   | 100A, 98A, 103, 104                 | 10 tháng 10 năm 2008                |                                     |                                     |
| Volume 29                           | 3                                   | 105, 106, 107B                      | 7 tháng 11 năm 2008                 |                                     |                                     |
| Volume 30                           | 3                                   | 108B, 32B, 32A, 72A                 | 10 tháng 2 năm 2009                 | [ 30 ]                              |                                     |
|                                     | 4                                   | Volume 31                           | 111—113                             | 6 tháng 3 năm 2009                  |                                     |
| Volume 32                           | 4                                   | 114, 117—118                        |                                     | 6 tháng 3 năm 2009                  |                                     |
| Volume 33                           | 4                                   | 123, 127, 129                       |                                     | 6 tháng 3 năm 2009                  |                                     |
| Volume 34                           | 4                                   | 124, 130, 131A, 122B,               | 10 tháng 4 năm 2009                 | [ 31 ]                              |                                     |
| Volume 35                           | 4                                   | 128, 133, 134                       | 10 tháng 4 năm 2009                 | [ 31 ]                              |                                     |
| Volume 36                           | 4                                   | 135—137                             | 10 tháng 4 năm 2009                 | [ 31 ]                              |                                     |
| Volume 37                           | 4                                   | 138–139, 140A, 142B                 | 2 tháng 10 năm 2009                 | [ 32 ]                              |                                     |
| Volume 38                           | 4                                   | 142A, 143–144, 148                  | 2 tháng 10 năm 2009                 | [ 32 ]                              |                                     |
| Volume 39                           | 4                                   | 146, 149—150                        | 6 tháng 11 năm 2009                 |                                     |                                     |
| Volume 40                           | 4                                   | 151—153                             | 6 tháng 11 năm 2009                 |                                     |                                     |
| Volume 41                           | 4                                   | 155—157                             | 19 tháng 2 năm 2010                 | [ 33 ]                              |                                     |
| Volume 42                           | 4                                   | 161, 159, 163                       | 19 tháng 2 năm 2010                 | [ 33 ]                              |                                     |
| Volume 43                           | 4                                   | 169—171                             | 19 tháng 2 năm 2010                 | [ 33 ]                              |                                     |
|                                     | 5                                   | Volume 44                           | 172–173, 175                        | 9 tháng 4 năm 2010                  | [ 34 ]                              |
| Volume 45                           | 5                                   | 176—178                             |                                     | 9 tháng 4 năm 2010                  | [ 34 ]                              |
| Volume 46                           | 5                                   | 180—181, 183                        |                                     | 9 tháng 4 năm 2010                  | [ 34 ]                              |
|                                     | 6                                   | Volume 47                           | 184, 186—187                        | 12 tháng 11 năm 2010                |                                     |
| Volume 48                           | 6                                   | 188—190                             |                                     | 12 tháng 11 năm 2010                |                                     |
| Volume 49                           | 6                                   | 191—193                             | 10 tháng 12 năm 2010                |                                     |                                     |
| Volume 50                           | 6                                   | 194, 196A, 168                      | 10 tháng 12 năm 2010                |                                     |                                     |
| Volume 51                           | 6                                   | 197—199                             | 4 tháng 3 năm 2011                  | [ 35 ] [ 36 ]                       |                                     |
| Volume 52                           | 6                                   | 200—202                             | 4 tháng 3 năm 2011                  | [ 35 ] [ 36 ]                       |                                     |
| Volume 53                           | 6                                   | 204, 207—208                        | 4 tháng 3 năm 2011                  | [ 35 ] [ 36 ]                       |                                     |
| Volume 54                           | 6                                   | 209–210, 212                        | 8 tháng 4 năm 2011                  | [ 37 ] [ 38 ] [ 39 ]                |                                     |
| Volume 55                           | 6                                   | 213–214, 217A, 216B                 | 8 tháng 4 năm 2011                  | [ 37 ] [ 38 ] [ 39 ]                |                                     |
| Volume 56                           | 6                                   | 217B, 218–219, 221A                 | 8 tháng 4 năm 2011                  | [ 37 ] [ 38 ] [ 39 ]                |                                     |
|                                     | 7                                   | Volume 57                           | 221B, 222–223, 225A                 | 9 tháng 9 năm 2011                  | [ 40 ] [ 41 ]                       |
| Volume 58                           | 7                                   | 225B, 226–227, 230A                 |                                     | 9 tháng 9 năm 2011                  | [ 40 ] [ 41 ]                       |
| Volume 59                           | 7                                   | 231, 230B, 232A, 233                | 10 tháng 11 năm 2011                | [ 42 ]                              |                                     |
| Volume 60                           | 7                                   | 236–238, 232B                       | 10 tháng 11 năm 2011                | [ 42 ]                              |                                     |
| Volume 61                           | 7                                   | 239, 240A,242A, 241                 | 17 tháng 2 năm 2012                 | [ 43 ]                              |                                     |
| Volume 62                           | 7                                   | 242B, 246, 247B, 248A, 247A         | 17 tháng 2 năm 2012                 | [ 43 ]                              |                                     |
| Volume 63                           | 7                                   | 249, 250, 251A, 248B                | 17 tháng 2 năm 2012                 | [ 43 ]                              |                                     |
| Volume 64                           | 7                                   | 251B, 255A, 260B, 253               | 9 tháng 3 năm 2012                  | [ 44 ] [ 45 ]                       |                                     |
| Volume 65                           | 7                                   | 254, 259, 261A, 258A                | 9 tháng 3 năm 2012                  | [ 44 ] [ 45 ]                       |                                     |
| Volume 66                           | 7                                   | 257, 261B, 262, 260A                | 9 tháng 3 năm 2012                  | [ 44 ] [ 45 ]                       |                                     |
|                                     | 8                                   | Volume 67                           | 267B, 263A, 264, 267A, 263B         | 12 tháng 10 năm 2012                | [ 46 ]                              |
| Volume 68                           | 8                                   | 269A, 268, 269B, 270                |                                     | 12 tháng 10 năm 2012                | [ 46 ]                              |
| Volume 69                           | 8                                   | 271A, 272A, 273A, 271B, 273B        | 9 tháng 11 năm 2012                 | [ 47 ]                              |                                     |
| Volume 70                           | 8                                   | 274A, 275, 274B, 276                | 9 tháng 11 năm 2012                 | [ 47 ]                              |                                     |
|                                     | 9                                   | Volume 71                           | 280A, 282A, 284A, 279B, 278B, 283B  | 8 tháng 2 năm 2013                  | [ 48 ]                              |
| Volume 72                           | 9                                   | 278A, 281A, 287A, 284B, 280B,281B   |                                     | 8 tháng 2 năm 2013                  | [ 48 ]                              |
| Volume 73                           | 9                                   | 279A, 287B, 289B, 293A, 292A, 285B  |                                     | 8 tháng 2 năm 2013                  | [ 48 ]                              |
| Volume 74                           | 9                                   | 289A, 290, 292B, 293B, 283A         | 8 tháng 3 năm 2013                  | [ 49 ]                              |                                     |
| Volume 75                           | 9                                   | 295A, 297B, 298A, 294B, 296A,282B   | 8 tháng 3 năm 2013                  | [ 49 ]                              |                                     |
| Volume 76                           | 9                                   | 296B, 299A, 298B, 295B, 291         | 8 tháng 3 năm 2013                  | [ 49 ]                              |                                     |
| Volume 77                           | 9                                   | 302A, 303B, 304B, 305A, 306A, 300A  | 11 tháng 10 năm 2013                |                                     |                                     |
| Volume 78                           | 9                                   | 301A, 302B, 305B, 304A, 308B, 311B  | 11 tháng 10 năm 2013                |                                     |                                     |
| Volume 79                           | 9                                   | 301B, 309B, 310A, 312B, 315B, 317D  | 8 tháng 11 năm 2013                 | [ 50 ]                              |                                     |
| Volume 80                           | 9                                   | 313A, 315A, 314A, 317B, 317C, 308A  | 8 tháng 11 năm 2013                 | [ 50 ]                              |                                     |
|                                     | 10                                  | Volume 81                           | 318A, 319–320,321A                  | 7 tháng 2 năm 2014                  | [ 51 ]                              |
| Volume 82                           | 10                                  | 321B, 322B, 323, 326                |                                     | 7 tháng 2 năm 2014                  | [ 51 ]                              |
| Volume 83                           | 10                                  | 327—329                             |                                     | 7 tháng 2 năm 2014                  | [ 51 ]                              |
| Volume 84                           | 10                                  | 330—332                             | 5 tháng 3 năm 2014                  |                                     |                                     |
| Volume 85                           | 10                                  | 333—335                             | 5 tháng 3 năm 2014                  |                                     |                                     |
| Volume 86                           | 10                                  | 336–337, 338C, 338A                 | 5 tháng 3 năm 2014                  |                                     |                                     |
| Volume 87                           | 10                                  | 339—341                             | 2 tháng 10 năm 2014                 |                                     |                                     |
| Volume 88                           | 10                                  | 342–343, 345                        | 2 tháng 10 năm 2014                 |                                     |                                     |
| Volume 89                           | 10                                  | 346—348                             | 5 tháng 11 năm 2014                 | [ 52 ]                              |                                     |
| Volume 90                           | 10                                  | 349, 351, 352A, 352B                | 5 tháng 11 năm 2014                 | [ 52 ]                              |                                     |
|                                     | 11                                  | Volume 91                           | 353—355                             | 4 tháng 2 năm 2015                  |                                     |
| Volume 92                           | 11                                  | 357, 359—360                        |                                     | 4 tháng 2 năm 2015                  |                                     |
| Volume 93                           | 11                                  | 350C, 352C, 32C, 362A               |                                     | 4 tháng 2 năm 2015                  |                                     |
| Volume 94                           | 11                                  | 361, 363—364                        | 4 tháng 3 năm 2015                  |                                     |                                     |
| Volume 95                           | 11                                  | 365, 367—368                        | 4 tháng 3 năm 2015                  |                                     |                                     |
| Volume 96                           | 11                                  | 366B, 369–370,371A                  | 7 tháng 10 năm 2015                 |                                     |                                     |
| Volume 97                           | 11                                  | 371B, 372B, 372C, 374, 375B         | 7 tháng 10 năm 2015                 |                                     |                                     |
| Volume 98                           | 11                                  | 366A, 373B, 375A, 385A              | 7 tháng 10 năm 2015                 |                                     |                                     |
| Volume 99                           | 11                                  | 376–378, 379A                       | 12 tháng 11 năm 2015                |                                     |                                     |
| Volume 100                          | 11                                  | 379B, 380–381, 382A                 | 12 tháng 11 năm 2015                |                                     |                                     |
| Volume 101                          | 11                                  | 382B, 383–384, 385B, 386A           | 10 tháng 2 năm 2016                 |                                     |                                     |
| Volume 102                          | 11                                  | 387A, 387C,388, 389B, 391B, 392A    | 10 tháng 2 năm 2016                 |                                     |                                     |
| Volume 103                          | 11                                  | 392B, 393B, 395B, 396—397           | 10 tháng 2 năm 2016                 |                                     |                                     |
| Volume 104                          | 11                                  | 398–400, 401B, 402A                 | 9 tháng 3 năm 2016                  |                                     |                                     |
| Volume 105                          | 11                                  | 402B, 402C, 403–404, 405A, 405B     | 9 tháng 3 năm 2016                  |                                     |                                     |
| Volume 106                          | 11                                  | 338B, 387B, 401A, 410C              | 9 tháng 3 năm 2016                  |                                     |                                     |
|                                     | 12                                  | Volume 107                          | 405B, 406—408                       | 5 tháng 10 năm 2016                 |                                     |
| Volume 108                          | 12                                  | 409, 410A, 411—412                  |                                     | 5 tháng 10 năm 2016                 |                                     |
| Volume 109                          | 12                                  | 413, 415B, 416, 417A                | 9 tháng 11 năm 2016                 |                                     |                                     |
| Volume 110                          | 12                                  | 417B, 418—420                       | 9 tháng 11 năm 2016                 |                                     |                                     |
| Volume 111                          | 12                                  | 421–423, 424B                       | 15 tháng 2 năm 2017                 |                                     |                                     |
| Volume 112                          | 12                                  | 424A, 425A, 426B, 426A, 428B, 430   | 15 tháng 2 năm 2017                 |                                     |                                     |
| Volume 113                          | 12                                  | 431B, 432A, 433, 436B, 437          | 15 tháng 2 năm 2017                 |                                     |                                     |
| Volume 114                          | 12                                  | 438–439, 440B, 441                  | 8 tháng 3 năm 2017                  |                                     |                                     |
| Volume 115                          | 12                                  | 442–444, 445A                       | 8 tháng 3 năm 2017                  |                                     |                                     |
| Volume 116                          | 12                                  | 414, 436A, 439                      | 8 tháng 3 năm 2017                  |                                     |                                     |
|                                     | 13                                  | Volume 117                          |                                     | 4 tháng 10 năm 2017                 |                                     |
| Volume 118                          | 13                                  |                                     |                                     | 4 tháng 10 năm 2017                 |                                     |
| Volume 119                          | 13                                  |                                     | 8 tháng 11 năm 2017                 |                                     |                                     |
| Volume 120                          | 13                                  |                                     | 8 tháng 11 năm 2017                 |                                     |                                     |
| Volume 121                          | 13                                  | 461A, 463–464, 465B, 466A,          | 7 tháng 2 năm 2018                  |                                     |                                     |
| Volume 122                          | 13                                  | 468, 469B, 470A, 471, 472A          | 7 tháng 2 năm 2018                  |                                     |                                     |
| Volume 123                          | 13                                  | 455, 461B, 467A                     | 7 tháng 2 năm 2018                  |                                     |                                     |
| Volume 124                          | 13                                  | 472B, 473–474, 477A, 477B           | 7 tháng 3 năm 2018                  |                                     |                                     |
| Volume 125                          | 13                                  | 477C, 478–479, 480B, 481A           | 7 tháng 3 năm 2018                  |                                     |                                     |